# Grallaire du Pérou
Grallaricula peruviana
Espèce
Statut de conservation UICN

 NT  : Quasi menacé
La Grallaire du Pérou (Grallaricula peruviana) est une espèce d'oiseaux de la famille des Grallariidae.

## Taxonomie
L'espèce est décrite par le zoologiste américain Frank Michler Chapman en 1923.

## Description
L'adulte type mesure environ 10 cm pour un poids de 18 g à 24 g (pour les mâles) et le dimorphisme sexuel est peu prononcé.

## Répartition et habitat
Cet oiseau est répandu à travers le flanc oriental des montagnes du nord du Pérou, mais également d'Équateur.
Son habitat naturel est subtropical, des forêts tropicales humides, habituellement au-dessus de 500 m d'altitude